# І сонце сходить (Фієста)
«І со́нце схо́дить» (англ. The Sun Also Rises) — роман американського письменника Ернеста Хемінгуея, написаний у 1925 році. Заснований на реальних подіях, які відбувалися в житті автора.

## Передісторія та публікація
Роман вперше був надрукований у жовтні 1926 року в США, видавництвом Charles Scribner's Sons.
У 1920-ті роки Хемінгуей жив у Парижі, де працював власкором газети Торонто Стар. Бував у небезпечних точках, збираючи інформацію про греко-турецьку війну. У 1923 році разом зі своєю дружиною Гедлі Річардсон Хемінгуей вперше відвідав фестиваль Сан-Фермін у Памплоні. Корида зачарувала письменника. Через рік він знову відвідав фієсту, але вже в супроводі друзів: Еріка Дормана-Сміта, Джона Дос Пассоса, Дональда Стюарта та його дружини. Третє відвідування памплонської кориди відбулося через рік, в 1925 році. Цього разу в компанії Стюарта, Білла Сміта, друга дитинства, леді Дафф Твісден, її коханого Пета Гатрі і Гарольда Леба. З останнім у Хемінгуея виник конфлікт, через леді Дафф: обидва ревнували один до одного. Стосункам з леді Дафф і Гарольдом Лебом Хемінгуей і присвятив свій роман.
Крім того, Хемінгуей був натхненний молодим матадором на ім'я Каетано Рівера Ордоньєс (англ. Cayetano Ordóñez). У письменника було бажання написати цілу книгу про кориду в науково-популярному жанрі, проте події, що відбулися в Памплоні, підштовхнули Хемінгуея до написання художнього роману. Менш ніж за місяць він написав 14 розділів книги і дав їй робочу назву «Фієста». Завершив роботу над романом Хемінгуей вже в Парижі 21 вересня 1925 року, написавши під заголовком: «Втрачене покоління». Цей вираз Хемінгуей вперше почув від Гертруди Стайн і вирішив скористатися ним, не припускаючи, що він стане відомим літературним терміном.
У грудні того ж року Хемінгуей взявся редагувати роман. Полін Пфайфер, яка незабаром стала другою дружиною письменника, всупереч порадам Гедлі Річардсон, наполягла на його співпраці з видавництвом Скрібнер.
У грудні 1925 він написав сатиричну повість «Весняні води», в якій висміював популярного американського письменника Шервуда Андерсона. Видавництво Boni & Liveright відкинуло повість, оскільки іронія в ній була спрямована супроти одного з їхніх найуспішніших авторів. Натомість у видавництві Скрібнер з радістю прийняли письменника, опублікувавши «Весняні води» і давши згоду на друк наступних його творів, у тому числі «Фієсти».
У червні 1926 Хемінгуей разом з Полін і Гедлі знову вирушив до Памплони. Після повернення в Париж Гедлі заявила про розрив відносин і поїхала на південь Франції. Остаточним допрацюванням роману Хемінгуей зайнявся на самоті. У жовтні Гедлі попросила про розлучення. Гонорар від роману, котрий був присвячений Гедлі та їх спільному синові, Хемінгуей повністю віддав дружині.
Перший вихід роману відбувся 22 жовтня 1926. Тираж книги склав 5090 примірників, вартістю у 2,00 долари кожен. На книжковій обкладинці, виконаній в еліністичній манері, була зображена дівчина з опущеною головою та яблуком у руці, що мало підкреслити образ спокуси.
Через два місяці вийшов другий наклад книги числом 7000 примірників. На момент виходу в друк збірки оповідань «Чоловіки без жінок» роман переживав своє восьме перевидання. У 1927 році з романом ознайомилися мешканці Великої Британії, де він вийшов під назвою «Фієста». Лише у 1990-х роках британські видавництва стали називати роман подвійним ім'ям: «Фієста. І сходить сонце». У 1947 році видавництво Скрібнер випустило три найвідоміші романи письменника: «І сходить сонце», «Прощавай, зброє!» і «По кому подзвін».
У 1983 році газета Нью-Йорк Таймс повідомила, що роман «І сходить сонце» безперервно передруковувався з моменту публікації та був одним з американських романів, котрі найчастіше перекладались іншими мовами. Тоді ж почався випуск роману в м'якій палітурці. У 2006 році видавництво Simon & Schuster налагодило випуск аудіокниг романів Гемінґвея, у тому числі й «Фієсти».

## Сюжет
Американський журналіст Джейк Барнс відвоював на фронтах Першої світової, де отримав важкі поранення. Барнс щоночі проводить час з друзями в барі на бульварі Монпарнас, сподіваючись, що алкоголь допоможе йому залікувати душевні і тілесні рани, завдані Першою світовою війною. Барнс закоханий у Брет Ешлі, яка втілює собою нову сексуальну свободу 1920-х років, має численні романи. Вона теж закохана в Барнса, однак, через отримані на війні Джейком травм, їх роман має платонічний характер.
Одного разу вони великою компанією їдуть до Памплони дивитися бій биків. Джейка супроводжує його друг Білл Гортон. До них приєднується Роберт Кон, який за кілька тижнів до поїздки вирушив у романтичну подорож разом з Брет Ешлі і відчуває до неї глибоку пристрасть і прихильність. Брет, однак, приїжджає до Памплони разом зі своїм нареченим Майклом Кемпбеллом. Між чоловіками назріває сварка — Майкл звинувачує Роберта, що той не дає Брет ступити ані кроку без нього, і не розуміє, що він третій зайвий у їхніх стосунках. Роберт викликає неприязнь і у Джейка з Біллом.
Джейк знайомить Брет з молодим матадором Педро Ромеро. Між нею і її новим знайомим спалахують любовні стосунки. Всі вони — Джейк, Ромеро, Майкл і Роберт претендують на серце Брет. Роберт першим покидає Памплону, за ним роз'їжджаються й інші: Білл у Париж, Майкл і Джейк — у різні куточки Іспанії. Незабаром Джейку приходить телеграма: Брет просить допомоги. Він знаходить її в мадридському готелі без грошей і без Ромеро. Вона оголошує Джейку, що збирається повернутися до Майкла. Роман закінчується діалогом між Брет і Джейком, вони говорять про те, що могло б бути в їхньому житті, якби доля розпорядилася інакше.

## Персонажі
- Джейк Барнс (англ. Jake Barnes) — американський журналіст, прототипом якого став сам Гемінґвей
- Леді Бретт Ешлі (англ. Lady Brett Ashley), прототип — Леді Дафф Твісден (англ. Duff Twysden)
- Роберт Кон (англ. Robert Cohn), прототип — Гарольд Леб (англ. Harold Loeb).
- Майк Кемпбелл (англ. Mike Campbell), прототип — Пет Гатрі
- Білл Гортон (англ. Bill Gorton), прототип — Білл Сміт
- Граф Міппіпопулос (англ. Count Mippipopolous)
- Педро Ромеро (англ. Pedro Romero), прототип — Каетано Рівера Ордоньєз (англ. Cayetano Ordóñez), ім'я персонажа було взяте на честь знаменитого тореадора Педро Ромеро.

## Переклади українською
- Ернест Хемінгуей. І сонце сходить (Фієста): роман. Переклад з англійської: Мар Пінчевський // Ернест Хемінгуей. Твори: в 4 томах. Переклад з англійської Т. 1. Із книги «Три оповідання і десять поезій»; За нашого часу; Весняні води; І сонце сходить (Фієста); Чоловіки без жінок; Прощавай, зброє. Редколегія: О. Гончар та ін.; переднє слово: Д. Затонський; коментарі: Т. Денисова. — Київ: Дніпро, 1979. — 717 с.

- (передрук) Ернест Хемінгуей. Фієста; По кому подзвін: романи. Переклад з англійської: Мар Пінчевський; післямова: Т. Денисова. — Київ: Вища школа, 1985. — 518 с.

- Ернест Гемінґвей. Фієста. І сонце сходить: роман. Переклад з англійської: Віктор Морозов. Львів: Видавництво Старого Лева, 2017. 288 с. ISBN 978-617-679-390-8